# Rio Apurema
O Rio Apurema é um curso de água que banha o estado do Amapá.